# Nuestra Belleza México 2008
Nuestra Belleza México 2008 fue la 15.ª edición del certamen Nuestra Belleza México la cual se realizó en la Arena Monterrey de la ciudad de Monterrey, Nuevo León el sábado 20 de septiembre de 2008. Treinta y tres candidatas de toda la República Mexicana compitieron por el título nacional, el cual fue ganado por Karla Carrillo de Jalisco quien compitió en Miss Universo 2009 en Las Bahamas. Carrillo fue coronada por la Nuestra Belleza México saliente Elisa Nájera, convirtiéndose en la tercera jalisciense en ir a Miss Universo.
El título de Nuestra Belleza Mundo México 2008 fue ganado por Perla Beltrán de Sinaloa quien compitió en Miss Mundo 2009 en Sudáfrica logrando colocarse como 1.ª Finalista y obtener la corona como Miss Mundo Américas. Beltrán fue coronada por la Nuestra Belleza Mundo México saliente Anagabriela Espinoza, convirtiéndose en la quinta sinaloense en ir a Miss Mundo.
Durante la noche de coronación fue anunciada la designación de Laura Zúñiga como Nuestra Belleza Internacional México 2009 quien competiría en Miss Internacional 2009 en China, su coronación se dio días después. Así mismo Zúñiga fue designada como Reina Hispanoamericana México 2008 compitiendo en Reina Hispanoamericana 2008 en Bolivia logrando obtener la corona por primera vez para el país. El día 25 de diciembre de 2008 fue destituida de su título estatal, nacional e internacional tras verse envuelta en un escándalo relacionado al narcotráfico, sin embargo, un mes después fue declarada inocente y libre de cualquier cargo delictivo, sin embargo no le fueron restituidos sus títulos. Su lugar fue ocupado por Anagabriela Espinoza Nuestra Belleza Mundo México 2007.
En 2009, se designó a Paulina Hernández de Baja California como Miss Continente Americano México 2009 compitiendo en Miss Continente Americano 2009 en Ecuador. Así mismo se hizo la designación de Andrea Martínez de Guanajuato como Reina Hispanoamericana México 2009 compitiendo en Reina Hispanoamericana 2009 en Bolivia. Tras la destitución de Verónica Llamas como Nuestra Belleza Zacatecas y por ende destituida del cargo de representar al país en Miss Continente Americano se designó oficialmente a Karla Carrillo para competir en Miss Continente Americano 2010 en Ecuador logrando colocarse como 1.ª Finalista. De esta misma generación se designo a Ángeles Aguilar de Oaxaca para competir en Reina Hispanoamericana 2010 en Bolivia y a Cecilia Montaño de Sonora para competir en Miss Continente Americano 2011 en Ecuador logrando colocarse como 1.ª Finalista.
Esta edición marcó el 15° Aniversario del certamen nacional y en la noche final trece ex-Reinas estuvieron presentes. El Reconocimiento "Corona al Mérito" fue para Priscila Perales Nuestra Belleza México 2005 y Miss Internacional 2007 por su destaca trayectoria como reina de belleza.

## Resultados
| Posición                          | Candidata |
| Nuestra Belleza México 2008       | - Jalisco - Karla Carrillo |
| Nuestra Belleza Mundo México 2008 | - Sinaloa - Perla Beltrán Δ |
| 1.ª Finalista                     | - Sinaloa - Laura Zúñiga § (Destituida) |
| 2.ª Finalista                     | - Sonora - Cecilia Montaño |
| 3.ª Finalista                     | - Baja California - Paulina Hernández |

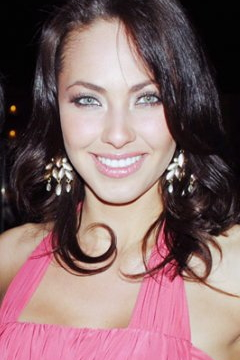
Perla Beltrán
Nuestra Belleza Sinaloa 2008 Designada, Nuestra Belleza Mundo México 2008 y 1.ª Finalista de Miss Mundo 2009.

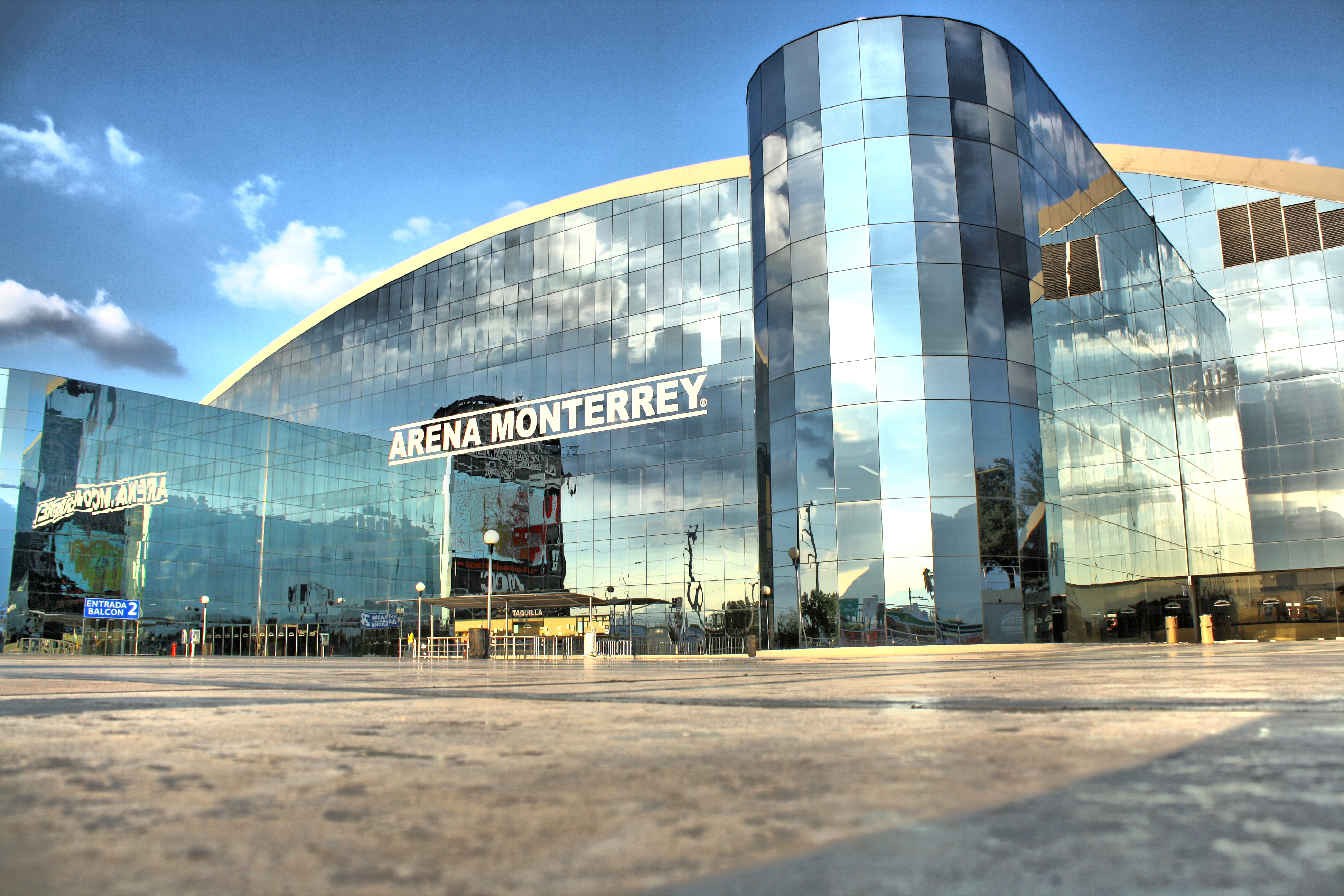
Arena Monterrey
Recinto de la final de Nuestra Belleza México 2008.

| Top 10                            | - Baja California Sur - Estrella Navarro - Chiapas - Marliese Edelmann - Guanajuato - Andrea Martínez de Velasco - Nuevo León - Mariana González Δ - Querétaro - Ana Catherina Castrejón Δ |
| Top 15                            | - Aguascalientes - Kimberley Herrera - Baja California - Nadia Ramos Δ - Oaxaca - Ángeles Aguilar - San Luis Potosí - Lenny Meade - Tabasco - Priscila Martínez                            |

- § Votada por las concursantes para completar el cuadro de 15 semifinalistas.
- Δ Ganadoras de los Fast-track que otorgan el pase directo al cuadro de 15 semifinalistas.

## Áreas de competencia

### Semifinal
La competencia semifinal se realizó en la Arena Monterrey de la ciudad de Monterrey, Nuevo León el jueves 18 de septiembre, dos días antes de la competencia final. Previo al final del evento, todas las candidatas compitieron en traje de baño y traje de noche como parte de la selección de las 10 candidatas quienes completarían el top 15 (ya que 5 candidatas tuvieron el pase directo al Top 15 por ganar alguno de los 5 premios otorgados por la Organización en base a su desempeño durante el periodo de concentración previo al evento final).  El nombre de las 10 concursantes que formaron parte del Top 15 fue revelado durante el inicio en vivo del evento final. La conducción del evento estuvo a cargo de Silvia Salgado, Rosa María Ojeda, Anagabriela Espinoza, Elisa Nájera y Patricio Cabezut. La parte musical fue amenizada por Luis Fonsi.

#### Jurado Preliminar
Estos son los miembros del jurado preliminar, que eligieron a las 10 semifinalistas que completarían el Top 15 durante la Competencia Semifinal, luego de ver a las candidatas en privado durante entrevistas y pasarela en traje de baño y gala:
- Priscila Perales - Nuestra Belleza México 2005 y Miss Internacional 2007
- Alberto Santos - Empresario regiomontano
- Blanca Soto - Nuestra Belleza Mundo México 1997
- Norberto Núñez - Director y productor de televisión
- Carolina Morán - Nuestra Belleza Mundo México 2006
- Francisco Contreras - Coordinador de moda
- Rebecca Solano - Productora de televisión
- Juan José Origel - Periodista de espectáculos

### Final
La gala final fue transmitida en vivo a través del Canal de las Estrellas para todo México desde la Arena Monterrey de la ciudad de Monterrey, Nuevo León el sábado 20 de septiembre de 2008. La conducción del evento estuvo a cargo de Jacqueline Bracamontes y Alfredo Adame.
El grupo de 15 semifinalistas se dio a conocer durante la competencia final: 10 seleccionadas por un jurado preliminar, quienes eligieron a las concursantes que más destacaron en las tres áreas de competencia durante la etapa preliminar y 5 ganadoras de los reconocimientos especiales que otorga la Organización.
- Las 15 semifinalistas desfilaron en una nueva ronda en traje de baño, donde salieron de la competencia 5 de ellas.
- Las 10 semifinalistas desfilaron en vestido de noche, posteriormente 5 de ellas fueron eliminadas.
- Las 5 finalistas se sometieron a una pregunta final y posteriormente dieron una última pasarela, donde el panel de jueces consideró la impresión general que dejó cada una de las finalistas para votar y definir posiciones finales.

#### Jurado Final
Estos son los miembros del jurado que evaluaron a las concursantes:
- Alberto Santos - Empresario regiomontano
- Blanca Soto - Nuestra Belleza Mundo México 1997
- Carla Estrada - Productora de televisión
- Carolina Morán - Nuestra Belleza Mundo México 2006
- Gabriel Soto - El Modelo México 1996 y actor de televisión
- Juan José Origel - Periodista de espectáculos
- Norberto Núñez - Director y productor de televisión
- Priscila Perales - Nuestra Belleza México 2005 y Miss Internacional 2007
- Salvador Mejía - Productor de televisión

#### Entretenimiento
- Traje de Baño: Playa Limbo interpretando "Un Gancho al Corazón" y "Tu Voz"
- Traje de Noche: Telefunka interpretando "Zenith"

### Premios Especiales
| Premio                   | Candidata                             |
| Nuestra Modelo           | - Sinaloa - Perla Beltrán             |
| Las Reinas Eligen        | - Sinaloa - Laura Zúñiga §            |
| Nuestro Talento          | - Nuevo León - Mariana González       |
| Nuestra Belleza en Forma | - Baja California - Nadia Ramos       |
| Premio Académico         | - Querétaro - Ana Catherina Castrejón |
| Personalidad Fraiche     | - Jalisco - Karla Carrillo            |
| Camino al Éxito Andrea   | - Nuevo León - Mariana González       |
| Mejor Cabello Optims     | - Sinaloa - Perla Beltrán             |
| Mejor Piel Optims        | - Querétaro - Ana Catherina Castrejón |

### Competencia en Traje Típico
En esta competencia las concursantes no fueron evaluadas, únicamente los trajes típicos. Es una competencia que muestra la riqueza del país que se encarna en los trajes coloridos y fascinantes hechos por diseñadores mexicanos donde se combina el pasado y el presente de México.
Para la Organización Nuestra Belleza México este evento es muy importante porque se da a conocer el trabajo creativo de los grandes diseñadores mexicanos y también selecciona el traje para representar a México en el Miss Universo.
El diseñador del traje típico ganador recibe el premio "Aguja Diamante".
| Posición      | Estado |
| Traje Ganador | - Sinaloa - "Charrería Mexicana"                                                                           |
| Top 5         | - Campeche - "Tierra Azteca" - Jalisco - "Raíces" - Sinaloa - "Tehuana Dorada" - Yucatán - "Alegoría Maya" |

| - Aguascalientes - "Doncella Matlazinca" - Baja California - "Reina PaiPai" - Baja California - "México Florece" - Baja California Sur - "Fiesta Mexicana" - Campeche - "Tierra Azteca" - Colima - "Raíces de México" - Colima - "Malinche" - Colima - "Diosa Teotihuacana" - Colima - "India Colimota" - Chiapas - "Culturas Vivientes de mi Tierra" - Durango - "Raíces de mi Tierra" - Durango - "Campesina" - Durango - "Princesa Náhuatl" - Guerrero - "El Pescador" - Hidalgo - "Toltecáyotl, Herencia a México" - Jalisco - "Raíces" - Michoacán - "Diosa Michoacana" | - Morelos - "Entre Águilas" - Nuevo León - "Pasión Norteña - Oaxaca - "Diosa del Maíz" - San Luis Potosí - "Quechquemitl, Elegante Mujer Huasteca" - Sinaloa - "Platería Mexicana" - Sinaloa - "Charrería Mexicana" - Sinaloa - "Tehuana Dorada" - Sinaloa - "La Fertilidad" - Tabasco - "Mujer del Istmo" - Tabasco - "Aguas de Tabasco" - Tabasco - "Pantanos de Centla" - Veracruz - "Sacerdotisa Huasteca" - Veracruz - "Quinto Sol" - Yucatán - "Tesoros de mi Tierra" - Yucatán - "Alegoría Maya" - Yucatán - "Mestiza, Pureza de la Mujer" |

## Ex-Reinas que acudieron a la celebración del 15° Aniversario
Como parte del 15 aniversario del certamen, 15 Reinas y ex-Reinas de Nuestra Belleza México desde el primer certamen en 1994 estuvieron presentes.
- Alejandra Quintero - Nuestra Belleza Mundo México 1995
- Katty Fuentes - Nuestra Belleza México 1997
- Blanca Soto - Nuestra Belleza Mundo México 1997
- Silvia Salgado - Nuestra Belleza México 1998
- Vilma Zamora - Nuestra Belleza Mundo México 1998
- Jacqueline Bracamontes - Nuestra Belleza México 2000
- Rosalva Luna - Nuestra Belleza México 2003
- Dafne Molina - Nuestra Belleza Mundo México 2004
- Priscila Perales - Nuestra Belleza México 2005
- Karla Jiménez - Nuestra Belleza Mundo México 2005
- Rosa María Ojeda - Nuestra Belleza México 2006
- Carolina Morán - Nuestra Belleza Mundo México 2006
- Elisa Nájera - Nuestra Belleza México 2007
- Anagabriela Espinoza - Nuestra Belleza Mundo México 2007
- Lorenza Bernot - Nuestra Belleza Internacional México 2008

## Candidatas
| Estado              | Candidata                           | Edad | Estatura | Residencia           |
| Aguascalientes      | Kimberley Sugey Herrera García      | 22   | 1.78     | Aguascalientes       |
| Baja California     | Paulina Hernández Calderón          | 20   | 1.72     | Mexicali             |
| Baja California     | Nadia Ramos Robles                  | 23   | 1.71     | Tijuana              |
| Baja California Sur | Estrella Navarro Holm               | 22   | 1.76     | La Paz               |
| Campeche            | Nazli Gantus Bernés                 | 21   | 1.71     | Campeche             |
| Chiapas             | Marliese Edelmann Ayala             | 19   | 1.76     | Tapachula            |
| Chihuahua           | Nadia Hazel Renpenning Carrasco     | 19   | 1.78     | Ciudad Juárez        |
| Coahuila            | Amanda Elena Terry Mondragón        | 19   | 1.72     | Piedras Negras       |
| Colima              | Roxana Espinoza Morentín            | 19   | 1.77     | Villa de Álvarez     |
| Distrito Federal    | María Fernanda Maldonado Cañas      | 18   | 1.70     | Ciudad de México     |
| Durango             | Margarita Favela Fragoso            | 23   | 1.80     | Santiago Papasquiaro |
| Durango             | Patricia Castañeda González         | 20   | 1.79     | Durango              |
| Guanajuato          | Andrea Martínez de Velasco Martínez | 20   | 1.72     | Celaya               |
| Guerrero            | Natali Bastidas García              | 18   | 1.70     | Acapulco             |
| Hidalgo             | Karla Solano Armenta                | 23   | 1.71     | Tulancingo           |
| Jalisco             | Karla María Carrillo González       | 20   | 1.76     | Guadalajara          |
| Michoacán           | Alexis Navarro Gutiérrez            | 20   | 1.70     | Morelia              |
| Morelos             | Ana Karen Mascott Carrasco          | 18   | 1.72     | Cuernavaca           |
| Nayarit             | Araceli Félix Partida               | 18   | 1.74     | Tepic                |
| Nuevo León          | Mariana González Elizondo           | 23   | 1.73     | Monterrey            |
| Oaxaca              | Ángeles Aguilar del Puerto          | 22   | 1.76     | Oaxaca               |
| Puebla              | Stephanie Suter Morán               | 23   | 1.72     | Puebla               |
| Querétaro           | Ana Catherina Castrejón y Pérez     | 21   | 1.81     | Querétaro            |
| San Luis Potosí     | Lenny Meade de León                 | 22   | 1.75     | San Luis Potosí      |
| Sinaloa             | Laura Elena Zúñiga Huizar           | 23   | 1.74     | Culiacán             |
| Sinaloa             | Perla Judith Beltrán Acosta         | 21   | 1.78     | Guamúchil            |
| Sonora              | Stephanie Díaz Castro               | 19   | 1.78     | Cananea              |
| Sonora              | Blanca Cecilia Montaño Moreno       | 21   | 1.84     | Hermosillo           |
| Tabasco             | Priscila Martínez Andrade           | 18   | 1.73     | Villahermosa         |
| Tamaulipas          | Alejandra Silva Hernández           | 20   | 1.72     | Ciudad Madero        |
| Veracruz            | Fabiola Anitúa Valdovinos           | 19   | 1.73     | Veracruz             |
| Yucatán             | María Esther Magadán Alonzo         | 23   | 1.70     | Progreso             |
| Zacatecas           | Sandra González de Santiago         | 19   | 1.73     | Jerez                |

## Sobre los Estados en Nuestra Belleza México 2008

### Estados designados a la competencia
- Baja California - Nadia Ramos
- Durango - Patricia Castañeda
- Sinaloa - Perla Beltrán
- Sonora - Stephanie Díaz

### Estados que se retiran de la competencia
- Estado de México
- Quintana Roo

### Estados que regresan a la competencia
- Compitieron por última vez en 2006:
  -  Guerrero

- Compitieron por última vez en 2002:
  -  Hidalgo
  -  Tabasco

- Compitieron por última vez en 1999:
  -  Oaxaca

## Crossovers
| Miss Universo - 2009: Jalisco - Karla Carrillo Miss Mundo - 2009: Sinaloa - Perla Beltrán (1ª Finalista) Miss Internacional - 2009: Sinaloa - Laura Zúñiga (No Compitió) Miss Model of the World - 2009: Distrito Federal - María Fernanda Maldonado Miss Continente Americano - 2011: Sonora - Cecilia Montaño (1ª Finalista) - 2010: Jalisco - Karla Carrillo (1ª Finalista) - 2009: Baja California - Paulina Hernánez Reina Hispanoamericana - 2010: Oaxaca - Ángeles Aguilar - 2009: Guanajuato - Andrea Martínez de Velasco - 2008: Sinaloa - Laura Zúñiga (Ganadora) Miss Costa Maya International - 2009: Chiapas - Marliese Edelmann (2ª Finalista) Miss Fox Sports - 2010: Chiapas - Marliese Edelmann (Top 10) | Miss Earth México - 2007: Sinaloa - Perla Beltrán (Miss Earth México-Air) Nuestra Belleza Baja California - 2007: Baja California - Nadia Ramos (Ganadora) Nuestra Belleza Durango - 2008: Durango - Patricia Castañeda (1ª Finalista) Nuestra Belleza Sinaloa - 2008: Sinaloa - Perla Beltrán (1ª Finalista) Nuestra Belleza Sonora - 2008: Sonora - Stephanie Díaz (1ª Finalista) Miss Earth Sinaloa - 2007: Sinaloa - Perla Beltrán (Ganadora) Reina del Carnaval de Guamúchil - 2004: Sinaloa - Perla Beltrán (Ganadora) Reina de la Feria de Jerez - 2008: Zacatecas - Esmeralda González (Princesa) Reina de la Feria de San Marcos - 2008: Aguascalientes - Kimberley Herrera (Ganadora) |